# Birte Christoffersen
Birte Christoffersen est une plongeuse danoise puis suédoise née le 28 mars 1924 à Copenhague.

## Biographie
Aux Jeux olympiques d'été de 1948 à Londres, elle remporte la médaille de bronze du plongeon en plateforme à 10 mètres sous les couleurs du Danemark. Elle est également double médaillée de bronze, en tremplin à 3 mètres et en haut-vol à 10 mètres aux Championnats d'Europe de natation 1950. 
Sous les couleurs de la Suède, elle est médaillée d'argent en tremplin à 3 mètres et en haut-vol à 10 mètres aux Championnats d'Europe de natation 1954 et médaillée de bronze en haut-vol à 10 mètres aux Championnats d'Europe de natation 1958 à Budapest. Elle participe aussi aux Jeux olympiques d'été de 1956 à Melbourne et aux Jeux olympiques d'été de 1960 à Rome.